# Azandepapegoja
Azandepapegoja (Poicephalus crassus) är en fågel i familjen västpapegojor inom ordningen papegojfåglar.

## Utseende och läte
Azandepapegoja är en knubbig medelstor papegoja med mestadels grön kropp och brunt huvud. I flykten syns den ljusgröna övergumpen tydlig. Den är lik både senegalpapegojan och savannpapegojan, men är mindre färgglad. Den saknar den förra artens orangegula buk och den senares gula skuldror och gula panna. Lätet är ett utdraget och tudelat skri, "screee-aaaa".

## Utbredning och systematik
Fågeln förekommer i sydvästra Tchad, Centralafrikanska republiken, nordligaste Demokratiska republiken Kongo och sydvästligaste Sydsudan. Den behandlas som monotypisk, det vill säga att den inte delas in i några underarter.

## Levnadssätt
Azandepapegoja hittas i lövskogar och i områden med en blandning av savann och låglänta skogar. Den ses vanligen i par eller i småflockar.

## Status och hot
Arten har ett stort utbredningsområde, men tros minska i antal, dock inte tillräckligt kraftigt för att den ska betraktas som hotad. Internationella naturvårdsunionen IUCN listar arten som livskraftig (LC).